# Roseraie Jean-Dupont
La roseraie Jean-Dupont est une roseraie et conservatoire de roses orléanaises située à Orléans dans le quartier Saint-Marceau, juste derrière l’église Saint-Marceau, dans le parc Léon-Chenault. Le quartier Saint-Marceau était le berceau des pépiniéristes et rosiéristes  orléanais. Elle s'étend sur 2600 m².

## Histoire et description
Cette roseraie a été créée en 1995 par l'association des amis des roses orléanaises sous l'impulsion de Marcel Turbat, fils du fameux rosiériste orléanais Eugène Turbat (1865-1944). Elle est dès le départ conçue comme un conservatoire des roses de la région, obtenues à partir de 1827. Parmi près de deux cents variétés collectionnées, on peut y trouver des roses historiques, comme 'Panachée d'Orléans' (Wilhelm & Dauvesse avant 1854), 'Orléans Rose' (Levavasseur 1909), 'Gloire d'Orléans' (Levavasseur 1912), 'Louis Sauvage' (Turbat 1914), la célèbre 'Ghislaine de Féligonde' (Turbat 1916), 'Fernand Rabier' (Turbat 1918), 'Pierre Cormier' (Turbat 1926), 'Marie Gouchault' (Turbat 1927), ainsi que des grands succès de la maison Barbier (comme 'Albéric Barbier' 1900, 'Léontine Gervais' 1903, 'François Juranville 1906, 'Neige d'Avril' 1908, 'Auguste Roussel' 1913, 'Primevère' 1929...), etc. La variété la plus ancienne présentée dans la roseraie est 'Blanc Pur' (Mauget 1827). En 2002, les rosiers du jardin des plantes d'Orléans y ont été transférés.
Les rosiers des obtenteurs historiques y sont sauvegardés, notamment ceux des pépinières Barbier, Chenault, Corbœuf, Dauvesse, Fauque, Gouchault, Hemeray-Haubert, Levavasseur, Mauget, Robichon, Turbat, Vigneron, etc. On y trouve aussi des rosiers contemporains, comme ceux d'André Eve (1931-2015), fameux obtenteur de la région.
L'accès du public à la roseraie est gratuit.

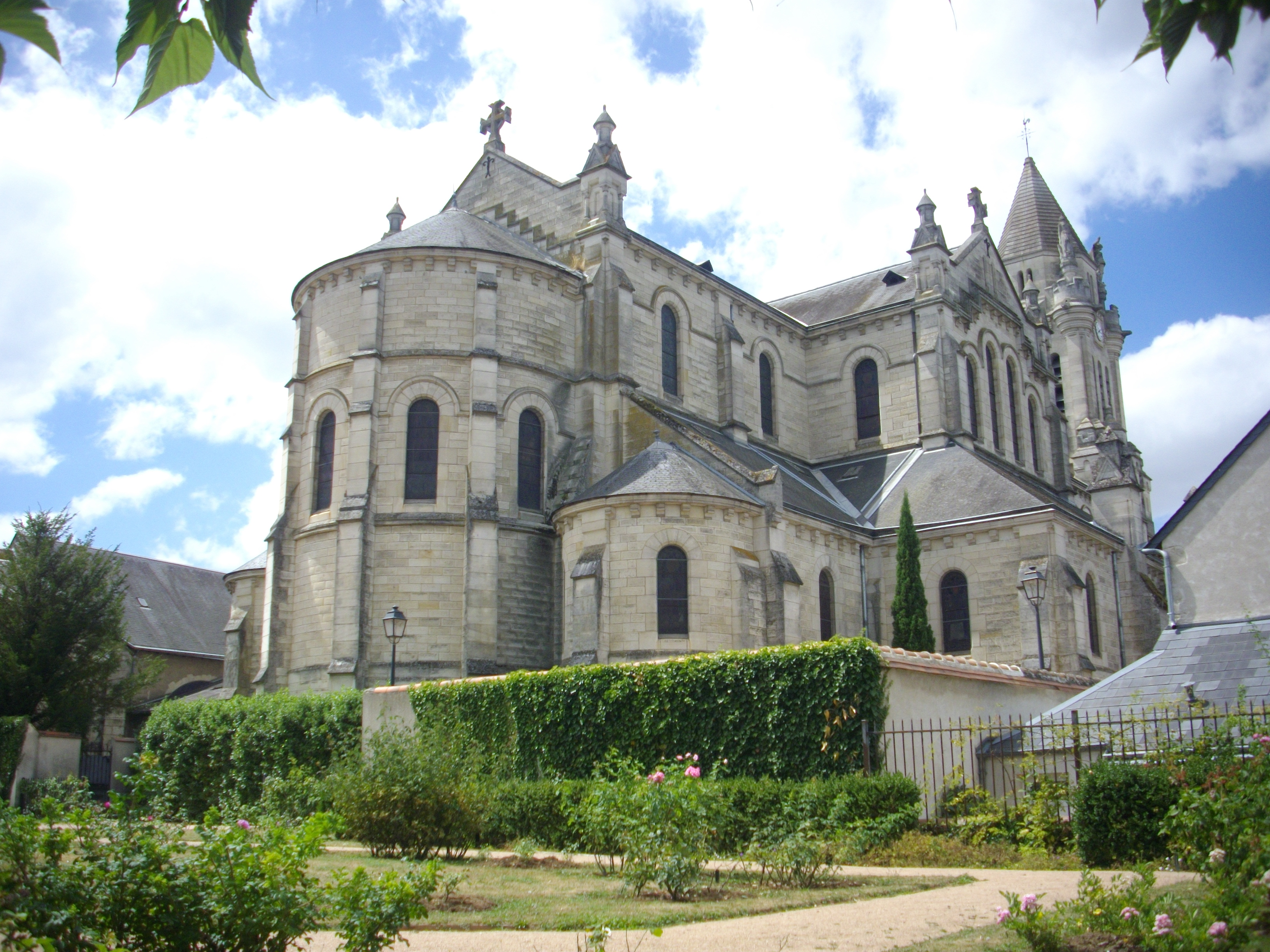
La roseraie derrière l'église Saint-Marceau.